# Eybens
Eybens je južno predmestje Grenobla in občina v vzhodnem francoskem departmaju Isère regije Rona-Alpe. Leta 2009 je naselje imelo 9.490 prebivalcev.

## Geografija
Kraj leži v pokrajini Daufineji 6 km južno od središča Grenobla ob državni cesti 87 Rocade sud.

## Uprava
Eybens je sedež istoimenskega kantona, v katerega so poleg njegove vključene še občine Gières, Herbeys, Poisat in Venon z 19.523 prebivalci.
Kanton Eybens je sestavni del okrožja Grenoble.

## Zanimivosti
- cerkev sv. Krištofa;